# Megacarpaea
Megacarpaea es un género de plantas fanerógamas perteneciente a la familia Brassicaceae. Comprende 12 especies descritas y de estas, solo 3 aceptadas.

## Descripción
Son plantas herbáceas perennifolias robustas, a menudo con raíces muy gruesas, erectas, ramificadas, ± envés velloso con pelos simples. Hojas basales grandes, pinnatisectas, con lóbulos oblongo-lanceoladas o  lineales; lóbulos enteros o serrados; hojas superiores similares pero más pequeña. Las inflorescencias en racimos muy ramificados, paniculados, grandes. Flores grandes o mediocres, completas o incompletas, a veces monoicas (machos y hembras) o perianto de color blanco, amarillento o lila. El fruto es una silicua a menudo grande, aplanada o comprimida lateralmente, bilobulada,  indehiscente pero rompiendo longitudinalmente en dos mitades; semilla 1 en cada lóculo, grande, casi orbicular, marrón o negruzca.

## Taxonomía
El género fue descrito por Augustin Pyrame de Candolle y publicado en Mémoires du Muséum d'Histoire Naturelle 7: 230. 1821.

## Especies aceptadas
A continuación se brinda un listado de las especies del género Megacarpaea aceptadas hasta julio de 2014, ordenadas alfabéticamente. Para cada una se indica el nombre binomial seguido del autor, abreviado según las convenciones y usos.	
- Megacarpaea delavayi Franch.
- Megacarpaea megalocarpa (Fisch. ex DC.) Schischk. ex B.Fedtsch.
- Megacarpaea polyandra Benth. ex Madden